# Гавайські сухі тропічні ліси
Гавайські сухі тропічні ліси (ідентифікатор WWF: OC0202) — океанійський екорегіон тропічних та субтропічних сухих широколистяних лісів, розташований на Гаваях.

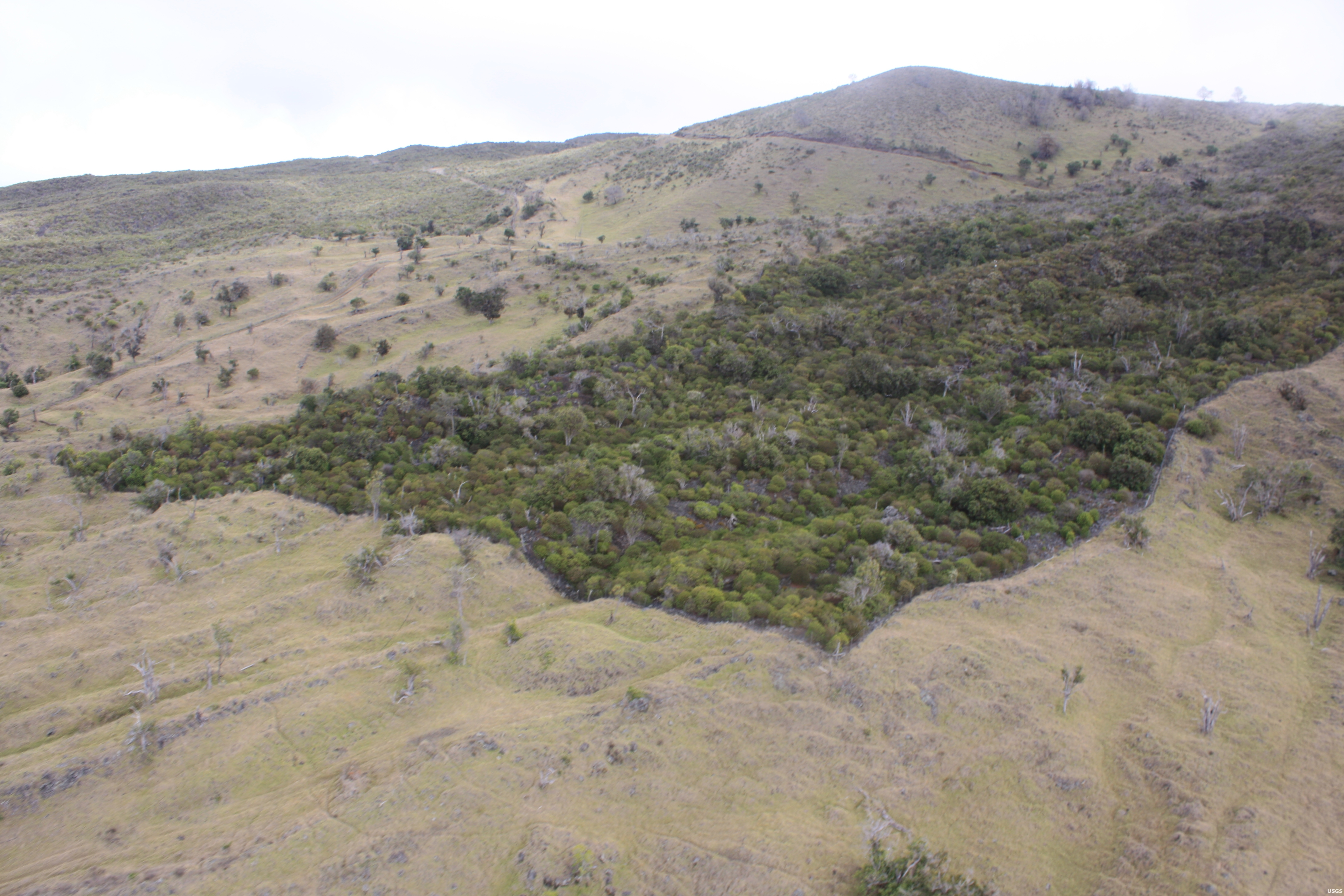
Ліс Аувахі на острові Мауї

## Географія
Екорегіон гавайських сухих тропічних лісів охоплює підвітряні західні схили островів Гаваї, Мауї, Оаху, Кауаї та Молокаї, найбільших у Гавайському архіпелазі, а також гірські внутрішні райони невеликих островів Ланаї, Кахоолаве та Ніїхау. На сухих західних узбережжях екорегіон переходить у гавайські тропічні низинні чагарники, на вологих східних схилах великих островів — у гавайські вологі тропічні ліси, а на найвищих вершинах Гаваї та Мауї — у гавайські тропічні високогірні чагарники.
Вулканічні Гавайські острови утворилися, коли Тихоокеанська плита повільно рухалася на північний захід над Гавайською гарячою точкою. Вік островів збільшується з північного заходу на південний схід. Острів Ніїхау утворився приблизно 6 мільйонів років тому, а найбільший та найвищий острів Гаваї — півмільйона років тому. Вулканічна активність на островах триває. На острові Мауї є активний вулкан Халеакала, а на острові Гаваї — чотири активних вулкани: Мауна-Кеа, Хуалалаї, Мауна-Лоа та Кілауеа, останнє виверження якого відбулося у 2024 році. Мауна-Кеа є найвищою вершиною архіпелагу, її висота становить 4207 м над рівнем моря. Основу островів регіону складають вулканічні базальти.

## Клімат
В межах екорегіону переважає саванний клімат (Aw за класифікацією кліматів Кеппена). В регіоні переважають північно-східні пасати, тому західні схили великих островів, що входять до цього екорегіону, лежать у дощовій тіні. Середньорічна кількість опадів в регіоні становить від 250 до 1270 мм, більшість з яких випадає під час сезону дощів з листопада по березень. З квітня по жовтень триває виражений сухий сезон.

## Флора
Основними рослинними угрупованнями екорегіону є сезонні сухі ліси або склерофільні ліси, дерева в яких мають вкрите воском листя та інші характерні пристосування, що дозволяють їм переживати тривалі періоди посухи. У тих частинах екорегіону, де опадів випадає найбільше, трапляються більш мезофільні перехідні ліси або мішані ліси, що місять елементи сухих лісових угруповань.
Сухі тропічні ліси Гаваїв можуть мати відкритий або доволі густий лісовий намет, зазвичай розташований на висоті приблизно 20 м над землею, нижче, ніж у вологих лісах. У відносно молодих лісах домінують охіа (Metrosideros polymorpha), у зрілих насадженнях — гавайська хурма або лава (Diospyros sandwicensis) та кауїла (Colubrina oppositifolia), у найбільш сухих лісах — гавайські коралові дерева або вілівілі (Erythrina sandwicensis), які скидають листя влітку, а у мезофільних лісах — вічнозелені акації коа (Acacia koa). Також в сухих лісах Гаваїв поширені акації коайа (Acacia koaia), лісові гарденії (Gardenia brighamii), полінезійські сідероксилони (Sideroxylon polynesicum), гавайські полісціаси або охе-макаї (Polyscias sandwicensis), різні види кокій (Kokia spp.) та гірських гібісків (Hibiscadelphus spp.), а також чагарники ахірантеса (Achyranthes spp.), кулуї (Nototrichium spp.) та козячої рути (Tephrosia spp.).
Серед інших дерев, поширених в екорегіоні, слід відзначити запашний псидракс або алахее (Psydrax odorata), гавайську альфітонію (Alphitonia ponderosa), гавайську оливу або олопуа (Nestegis sandwicensis), гавайський чортовий перець (Rauvolfia sandwicensis), золотистолисту софору або мамане (Sophora chrysophylla), гавайську планшонеллу (Planchonella sandwicensis), оахське мильне дерево (Sapindus oahuensis), а також різні види халапепе (Pleomele spp.), прітчардій (Pritchardia spp.) та сандалів (Santalum spp.). В їх підліску поширені чагарники додонії (Dodonaea spp.), стифелії (Styphelia spp.), сіди (Sida spp.), аіеа (Nothocestrum spp.), акіа (Wikstroemia spp.), нехе (Lipochaeta spp.), тетрамолопіума (Tetramolopium spp.) та хамесіса (Chamaesyce spp.), а також гавайська шипшина (Osteomeles anthyllidifolia), ухалоа (Waltheria indica), ланайські мірсини (Myrsine lanaiensis), малі шпороцвіти (Coleus australis) та коломама (Senna gaudichaudii). Серед ліан, що зустрічаються в лісах регіону, слід відзначити гавайські нічні ковпачки (Bonamia menziesii), кручені паничі (Ipomoea spp.) та авіківікі (Canavalia spp.), а серед папоротей — Pellaea ternifolia та різні види Doryopteris.
Приблизно 22 % видів місцевої гавайської флори присутні в сухих лісах архіпелагу. Загалом флора екорегіону включає 109 видів дерев з 29 родин, з яких 90 % є ендемічними, а 37 % зустрічаються лише на одному острові. Найвищий рівень ендемізму спостерігається в сухих лісах островів Гаваї та Кауаї. Серед ендеміків екорегіону слід відзначити молокайське бавовняне дерево (Kokia cookei), кауайське кавау (Mezoneuron kauaiense) та сіру оахську гуанію (Gouania vitifolia).

## Фауна
У сухих тропічних лісах Гаваїв зустрічається 69 видів птахів, зокрема майже ендемічні гавайські канюки (Buteo solitarius), пуео (Asio flammeus sandwichensis), гавайські елепайо (Chasiempis sandwichensis), оломао (Myadestes lanaiensis), зелені амакиги (Chlorodrepanis virens), малі амакиги (Magumma parva), гавайські акікікі (Loxops mana), гірські алауагіо (Paroreomyza montana) та кармінові апапане (Himatione sanguinea).
Багато птахів, що живуть в лісах екорегіону, зокрема майже ендемічні паліли (Loxioides bailleui), мають тісну екологічну спорідненість з охіа (Metrosideros polymorpha), акаціями коа (Acacia koa) та іншими місцевими квітковими рослинами. Знищення цих дерев та заміна їх чужорідними видами, поширення інвазивних чорних пацюків (Rattus rattus), а також епідемії пташиної віспи та пташиної малярії, які спалахнули на Гаваях завдяки комарам Culex quinquefasciatus, завезеним у 1826 році, призвели до вимирання низки видів птахів, зокрема ланайських гавайниць (Dysmorodrepanis munroi), кауайських паліл (Loxioides kikuchi), малих коа (Rhodacanthis flaviceps), великих коа (Rhodacanthis palmeri), кона (Chloridops kona) та оу (Psittirostra psittacea), які були ендеміками екорегіону. Майже ендемічні псевдокеа (Pseudonestor xanthophrys), камао (Myadestes myadestinus), мауйські нукупу (Hemignathus affinis), ланайські акіалоа (Akialoa lanaiensis) та поулі (Melamprosops phaeosoma) також повністю вимерли, тоді як омао (Myadestes obscurus) та акіаполау (Hemignathus wilsoni) вимерли в сухих лісах, однак збереглися у високогір'ях, де комари відсутні. Гавайські круки (Corvus hawaiiensis) вимерли в дикій природі, однак збереглися в заповідниках.
Єдиними місцевими ссавцями, поширеними на Гаваях, є гавайські волохатохвости (Lasiurus semotus). Місцеві плазуни та амфібії в екорегіоні відсутні. Серед безхребетних тварин, поширених в сухих лісах Гаваїв, слід відзначити ендемічного бражника Блекберна (Manduca blackburni), гусінь якого поїдає листя ендемічних дрібноцвітих аіеа (Nothocestrum breviflorum).

## Збереження
Гавайські острови були заселені полінезійцями на початку XI століття. З прибуттям на острови людей почалася розчистка та спалювання лісів, і за наступну тисячу років більша частина сухих лісів архіпелагу була знищена. Наразі сухі тропічні ліси займають від 5 до 8 % площі екорегіону, переважно у важкодоступних гірських районах. Загрозою для збереження природи регіону є поширення інтродукованих видів рослин та тварин, які загрожують місцевим видам, а також перевипас худоби та пожежі, які перешкоджають відновленню рослинності. 45 % видів рослин, поширених в сухих лісах Гаваїв, або 25 % від загальної флори архіпелагу, перебувають під загрозою зникнення.
Оцінка 2017 року показала, що 1028 км², або 16 % екорегіону, є заповідними територіями. Природоохоронні території включають: Державний парк каньйону Ваїмеа та Державний парк Кокее на острові Кауаї, Лісовий пташиний заповідник Пуу-Вааваа на острові Гаваї, Заповідник Пуу-о-Калі та Лісовий заповідник Аувахі на острові Мауї та Заповідник Канепуу на острові Ланаї.